# ユリア・マティヤス
ユリア・マティヤス（Julia Matijass、1973年9月22日 - ）はドイツの柔道選手。旧ソ連のカリーニン市出身。階級は48kg級。身長161cm。

## 人物
1994年まではロシアナショナルチームの一員だったが、1995年にドイツ系ロシア人だった夫の後を追ってドイツのオスナブリュックに移住した。息子を出産後、1996年には地元の柔道クラブに所属することになった。1999年にはクラブのコーチなどの尽力によってドイツの市民権を得た。
2003年の世界選手権では準決勝でフランスのフレデリク・ジョシネに巴投で敗れるなどして5位に終わった。2004年アテネオリンピックでは準決勝でジョシネに横四方固で敗れるも、3位決定戦でギリシャのマリア・カラヤノプルーを内股で破って銅メダルを獲得した。この際、夫は息子とともに自宅でテレビ観戦をしていたが、3位決定戦では耐えられず隣の部屋に移動していたものの、息子に呼び戻されると妻が勝利したことを知らされた。

## 主な戦績
- 1998年 - ベルギー国際　3位
- 1998年 - イギリス国際　2位
- 2000年 - ハンガリー国際　3位
- 2000年 - ヨーロッパ選手権　3位
- 2001年 - オーストリア国際　3位
- 2001年 - イギリス国際　優勝
- 2001年 - 韓国国際　2位
- 2002年 - オランダ国際　5位
- 2003年 - ロシア国際　2位
- 2003年 - フランス国際　2位
- 2003年 - ドイツ国際　5位
- 2003年 - チェコ国際　優勝
- 2003年 - 世界選手権　5位
- 2004年 - ポーランド国際　2位
- 2004年 - アテネオリンピック　3位